# Martin Klein
 (février 2015).
Si vous disposez d'ouvrages ou d'articles de référence ou si vous connaissez des sites web de qualité traitant du thème abordé ici, merci de compléter l'article en donnant les références utiles à sa vérifiabilité et en les liant à la section « Notes et références ».
Pour les articles homonymes, voir Klein.
Martin Klein (en russe : Мартин Кляйн; 12 septembre 1884 - 11 février 1947) était un lutteur estonien qui participa aux Jeux olympiques d'été de 1912 à Stockholm pour la Russie. Il y remporta la médaille d'argent dans la catégorie poids moyen, devenant le premier médaillé olympique d'Estonie.
Dans la demi-finale qui l'opposa au champion du monde en titre Alfred Asikainen, ils combattirent pendant 11 heures et 40 minutes sous un soleil de plomb, jusqu'à ce que Klein arrive à terrasser Asikainen. Klein fut si épuisé de son combat - le plus long combat de lutte gréco-romaine jamais enregistré - qu'il fut incapable de combattre le jour suivant pour la médaille d'or, laissant le Suédois Claes Johanson l'emporter.